# Aída Bortnik
Aída Beatriz Bortnik, née le 7 janvier 1938 à Buenos Aires et décédée le 27 avril 2013 dans la même ville, est une dramaturge et scénariste argentine, révélée à la critique mondiale par le scénario du film L'Histoire officielle.

## Biographie

### La persécution en héritage (1938-1978)
Formation
Fille unique élevée au milieu de ses cousins germains, tous garçons, qui la surnomment « Électre », par un père devenu à dix-sept ans soutien de famille de sa mère et de ses sœurs, toutes veuves, Aída Bortnik est la petite-fille d'un chanteur folklorique juif émigré d'Ukraine. À l'exemple d'un millier d'immigrés qui, accueillis par la Jewish Colonization Association, s'assimilèrent aux gauchos sous l'impulsion du baron de Hirsch, mais non sans conflits avec les « jinete (es) » locaux, il avait rejoint une colonie agricole de la pampa pour fuir les pogroms cosaques et devenir un « gaucho juif ».
Elle a dix-sept ans quand un coup d'État militaire exile le président Juan Perón et instaure la dictature de la « Révolution libératrice ». Pendant des études de droit à l’Université de Buenos Aires, elle s'inscrit au Centre de recherche de l'Institut du théâtre qu'abrite l'établissement puis à un séminaire de la Société des Auteurs (es). De 1958 à 1962, à la suite d'un accident intervenu près de la lagune (es) de Chascomús lors d'un voyage, elle doit interrompre ses études. Prisonnière d'un plâtre descendant depuis sous les épaules, elle donne des slogans pour la campagne de contestation Laica o libre (es). Elle s'évade dans l'écriture, retrouvant un plaisir qu'elle partageait enfant avec son père, et reçoit les encouragements déterminants de Julián Delgado. Elle obtient le diplôme d'histoire de l'art de la faculté de philosophie et lettres de l’UBS et renonce pour des raisons financières à devenir actrice.
Dramaturge journaliste
En 1967, durant le régime dictatorial de la Révolution argentine, Julián Delgado, l'éditeur de Mafalda, lui trouve un poste de secrétaire à l’hebdomadaire Primera Plana (es). Trilingue, elle se voit confier la rubrique Arts et spectacles. Rare femme journaliste, elle y publie jusqu'en 1972 ses critiques, apprenant la rapidité dans l'écriture. Elle en donne également à Siete Días ou Panorama y Semanario et s'introduit peu à peu dans le milieu de la production audiovisuelle. Après une brève année au quotidien La Opinion, elle prend en 1973 la direction de la rubrique Arts et médias du mensuel Cuestionario.
Passionnée de Bakounine et de Camus, elle s'engage dans les suites du Cordobazo pour le théâtre et crée en 1972 sa première pièce, Soldats et petits soldats, dans laquelle cinq rôles sont tenus par le même acteur. En 1973, Sergio Renán lui commande pour Canal 7 une adaptation d'un roman de Mario Benedetti, La Tregua, dont le réalisateur s'empare pour en faire un film, qui sort en 1975 et est sélectionné pour concourir à un Oscar. La scénariste n'a pas même les moyens de se rendre à Hollywood.
L'exil
Inscrite cette même année, où elle perd son père, sur une liste noire la privant de tout travail, elle est un des derniers civils sinon la dernière à voir Haroldo Conti vivant, la veille de sa « disparition ». Comme le font quelque trente mille de ses compatriotes, elle fuit le golpe du 24 mars 1976 conduit par le général Videla et se fait embarquer en août, avec mille quatre cents dollars en poche, sur un cargo en partance pour Le Havre, où vient l'accueillir une amie d'enfance, le peintre Delia Cugat (es).
Après une nuit à Paris puis un bref séjour à Louvain, où l'héberge un collègue de Primera Plana (es) doctorant en sociologie, elle arrive à Madrid. Entourée d'amis réfugiés politiques, tels Sergio De Cecco (es), Haydée Padilla (es), Federico Luppi, subissant l'ostracisme espagnol, elle y mène pendant presque trois années la vie précaire de l'exil, guidée et soutenue par Juan Carlos Frugone, le codirecteur du Festival de Valladolid. Dans le « désert culturel » madrilène, elle s'efforce avec ce dernier de réunir des cinéastes, tels Fernando Fernán Gómez, Mario Camus, tout en travaillant comme traductrice.

### La parole résistante (1979-1982)
« […] chacun est tenu responsable de toute liberté, de la solidarité envers chacun, de la dignité de chacun, de la justice pour tous et de tout l'amour du monde. »

— Le chœur des fils dans la pièce créée en 1981 Cher papa.
Le 11 février 1979, Aída Bortnik atterrit à Buenos Aires, appelée par Alejandro Doria pour réaliser L'Île (es). Son scénario est une critique de l'enfermement et de la folie de la société argentine dépeinte en hôpital psychiatrique. Sa métaphore d'un camp d'internement réussit à berner la censure. Elle trouve à travailler comme éditorialiste-novelliste pour le journal satirique Humor (es), instrument de résistance à la novlangue de la dictature, tout en enseignant dans une école de cinématographie, l'Escuela Grupo Profesionales de Cine. En 1981, elle abandonne celle-ci pour l'École supérieure des arts cinématographique.
C'est l'année où, en compagnie de vingt auteurs engagés contre le « Processus de Réorganisation Nationale », elle participe à la fondation du Teatro Abierto, scène expérimentale et lieu de résistance à la censure soutenu par Sábato, Pérez Esquivel et Borges. Les personnages de sa pièce Cher papa, allégorie du machisme du régime de Juan Perón, y dénoncent l'attentisme des argentins face à la dictature. Pour obtenir un effet de mobilisation, elle réinvente, d'une manière subversive à l'opposé de la technique de la distanciation, le procédé d'identification propre au théâtre de la quotidienneté portègne et à la tradition costumbriste. L'ensemble de la programmation, commencée le mardi 28 juillet, est interrompue le jeudi 6 août à cause d'un incendie provoqué à cinq heures du matin par une bombe mais reprend dès le 17 dans un théâtre deux fois plus grand avec deux fois plus de soutien du public.
Simultanément, Aída Bortnik anime avec Fernando Castets l'Atelier des Auteurs de Théâtre et de Cinématographie et reste occasionnellement sollicitée par la presse étrangère, diverses universités, des revues spécialisées et même des anthologies. La suite télévisée Ruggero lui vaut un harcèlement téléphonique quotidien.

### Catharsis (1983-1986)
En 1983, la Guerre sale terminée, Aída Bortnik cesse d'enseigner pour se consacrer pleinement à la création. Elle continue de publier des textes courts, dont deux nouvelles, Jules Montagne d'Or, qui est une réponse optimiste à Stefan Zweig, et Dix-huit ans, dans laquelle elle dénonce le sacrifice rituel de la nouvelle génération qu'est la guerre des Malouines, puis abandonne dès l'année suivante sa collaboration à Humor (es). Son travail de scénariste la conduit à Madrid de nouveau, à la rencontre de producteurs espagnols, à Londres, sur les traces des réalisateurs du Cinéma libre, à Rome, sur celles de Roberto Rossellini, qui lui est un modèle.
La sortie en 1985 de L'Histoire officielle, dont elle a écrit le scénario à la demande de Luis Puenzo durant les derniers mois de la dictature, connait, un an avant le témoignage de La nuit des crayons (es), un retentissement international qui confronte, dans le miroir du cas d'un « enfant disparu », l'opinion publique argentine à la complicité de son silence. En 1986, l'Académie du cinéma italien la sélectionne avec Luis Puenzo pour concourir au Donatello du meilleur scénario étranger et l'AMPAS au Prix du meilleur scénario original. Réalisé dans une Argentine culturellement isolée, sans la créativité du cinématographe américain ou européen, le film est reçu par des encouragements bienveillants voire condescendants. Pour prix de consolation, Hollywood élit la scénariste membre permanent de son Académie.
Dans Pauvre Papillon (Pobre mariposa), qui sort presque au même moment, elle et le réalisateur Raúl de la Torre explicitent, à travers des scènes inspirées de son autobiographie et illustrées de documents d'archives, la collusion originelle du régime militaire péroniste avec le régime nazi. Elle participe au premier congrès consacré en Argentine au Juif dans la littérature latino américaine, adhère à l'Association Internationale des Écrivains Juifs de Langue Espagnole et Portugaise qui se crée alors et contribue à la revue de celle-ci, Noaj.

### Écriture et culture de masse (1987-2013)
Désormais célèbre, Aída Bortnik continue d'animer des ateliers d'écriture, rejointe dans cette activité par Juan José Campanella, qui fut son élève en 1979, et écrit pour la télévision argentine ou espagnole aussi bien des téléfilms que des feuilletons ou des mini-séries sans se départir d'un style mélodramatique se réclamant de la critique sociale de Tchekhov. En 1989, elle tient son propre rôle dans une création donnée au Teatro Abierto, Pays fermé, et le film Old Gringo de Luis Puenzo, pour lequel elle a adapté un roman de Carlos Fuentes sur la Révolution mexicaine évoquant le rôle ambigu de la démocratie américaine, est présenté en avant première du festival de Cannes.
L'année suivante, elle est nommée aux côtés d'Alain Robbe-Grillet et Jean-Claude Carrière assesseur à l'Université du Ciné de Buenos Aires. En 1993, le Festival du film de Sundance en fait un invité permanent de son laboratoire d'écriture cinématographique. Tango féroce, la légende de Tanguito, fiction dont elle a écrit le scénario à partir de notes biographiques de Marcelo Piñeyro et Juan Carlos Muñiz, est vu rien qu'en Argentine par un million sept cent mil spectateurs. À travers la figure d'un Tanguito réinventé, elle y dénonce le capitalisme sauvage sur le thème « tout ne s'achète pas, tout ne se vend pas ».
Les succès s'enchaînent, Caballos Salvajes en 1995, Cenizas del paraíso en 1997. Toutefois, elle perd de sept voix l'élection à la vice-présidence de Société des Auteurs (es) sur un programme de défense du service public face à une équipe à laquelle il est reproché, sans qu'il n'y ait eu de condamnation, de s'être compromise avec la dictature et d'être impliquée dans une vaste affaire d'« évaporation » des fonds liés aux droits d'auteurs. En 1998, c'est au tour de la Faculté d'Architecture, Dessin et Urbanisme de l’Université de Buenos Aires de lui confier un enseignement, puis en 1999 à celui de l'Université du Ciné. En 2001, la liste qu'elle soutient aux élections de la Société des Auteurs (es) est de nouveau battue.
En mars 2009, accompagnée au Festival de Guadalajara par son mari, Manuel Ferreira, elle remet l'adaptation du Journal d'un enlèvement à Gabriel García Márquez, qui l'en avait chargée. Elle meurt d'un cancer quatre ans plus tard à l'âge de soixante quinze ans alors qu'elle est devenue une figure jouissant d'une reconnaissance nationale pour avoir maintenu, au-delà de son engagement, une exigence littéraire dans l'art cinématographique et télévisuel. Elle est enterrée dans la localité d'Acevedo.

## Œuvre
Hormis la plupart des articles de presse.

### Œuvre cinématographique
Scénarios pour Sergio Renán
- La Tregua, d'après Mario Benedetti, 1974,
- Crecer de golpe, d'après Alrededor de la jaula d'Haroldo Conti, 1976,
- La Soledad era esto, 2001.

Scénarios pour Luis Puenzo
- L'Histoire officielle, 1985,
- Old Gringo, 1989.

Scénarios pour Marcelo Piñeyro
- Tango féroce, la legende de Tanguito, 1993,
- Caballos salvajes, 1995,
- Cenizas del paraiso, 1997.

Autres scénarios de films
- pour Juan José Stagnaro, Una mujer, 1974,
- pour Alejandro Doria, La Isla, 1979,
- pour David Lipszyc, Volver, 1982,
- pour Raúl de la Torre, Pauvre Papillon (Pobre mariposa), 1986,
- Vergüenza,
- pour Raul Rodríguez Peila, 375 días. Azucena Villaflor, 2008.
- pour Julia Solomonoff, Las Grietas de Jara, d'après Las viudas de los jueves de Claudia Piñeiro, non réalisé.
- pour Pablo Pedro Ibarra, Noticia de un secuestro d'après Gabriel García Márquez, en projet.
- Avec Pablo Yotich, pour Juan Palomino, El Abismo… todavia estamos, 2010.

Scénarios pour la télévision
- La Tregua, série Las Grandes Novelas, Canal 7, 1973,
- La Dama de las camelias, 1973,
- Sebastián y su amigo el artista, 1975,
- Cavar un foso d'après A. Bioy Casares, 1977,
- Sonata de celos d'après L. Tolstoï, 1980,
- Avec C. Somigliana, P. Durán & R. Cossa, Hombres en pugna, Canal Volver (es), décembre 1980,
- El Jardín de los cerezos d'après A. Tchékov, 1981,
- Los gringos,
- Ruggero, 1983,
- Eramos tan jóvenes, 1986,
- Avec J.J. Campanella, J.P. Domenech & A. Martinez, deux premiers épisodes de Vientos de agua, Canal 13, Buenos Aires, 2006.
- Las Viudas de Beto[48].
- Las Lecciones de abuelita[48].

### Œuvre dramatique
- La Tregua, d'après Mario Benedetti, œuvre de jeunesse inédite[2].
- Soldados y soldaditos, tournée en Argentine 1972-1975.
- Tres por Chéjov, mise en scène Hugo Urquijo, 1974.
- Dale nomás, monologues, poèmes et chansons, 1975.
- La Isla,

in Capitulo - Biblioteca argentina fundamental nº 96, Centro Editor de América Latina, Buenos Aires, 1981.
- Papa Querido,

in Teatro Abierto 1981 - 21 estrenos argentinos, t. II, Ed. du Teatro Abierto, 1981,
réed. in Teatro Breve Contemporáneo Argentino, Éditions Colihue, 1982,
réed. in M.A. Giella, Teatro Abierto 1981, vol.II, Ediciones Corregidor, Buenos Aires, 1992.
- Domesticados, représentée aux saisons 1981 et 1982,

Argentores (es) éd., 1988,  (ISBN 950-99100-1-5).
- De a uno, représentée à la saison 1983,

Hispamérica éd., 1986.
- Primaveras, représentée aux saisons 1984 et 1985,

vol. IX, Ed. du Théâtre Municipal General San Martín, Buenos Aires, 1985,
réed. in Teatro Argentino Contemporaneo - Antología, Fondo de Cultura Económica, 1992.
- La Historia Oficial - libro cinematográfico, Editorial La Urraca, Buenos Aires, 1985,  (ISBN 950-9265-03-9),

ed. bilingue L'Histoire officielle, L´Avant Scène Cinéma, 1986.
- Por La Vida, 1989.
- Zscherezade,
- Hombres.

### Œuvre narrative
Nouvelles
- Julio Montaña Dorada, in Humor (es), La Urraca, Buenos Aires, 1983.
- Dieciocho años, in Humor (es), La Urraca, Buenos Aires, 1983.

Histoires courtes
Liste non exhaustive
- El corazón de Celeste, in Humor (es) no 84, La Urraca, Buenos Aires, juin 1982.
- Hagamos una lista, in Humor (es), La Urraca, Buenos Aires, .
- Un Cuentito, in Humor (es), La Urraca, Buenos Aires, .
- La Primera vez in Humor (es), La Urraca, Buenos Aires, .
- Juguemos en el bosque in Humor (es), La Urraca, Buenos Aires, .
- Los Amigos, in Humor (es) no 513 à 519, La Urraca, Buenos Aires, 1997.
- Tomás, el ortodoxo..

Autres écrits
- Avec A. Goldstein, préf. A. Bortnik, Gente En Su Casa - People At Home, La Marca Editora, 2011, 92 photo., 132 pp.,  (ISBN 950-889-200-5) & 9789508892003.

### Œuvre critique
Liste non exhaustive
- Entretien avec M. Puig, Renace el folletín, in Señoras y señores, I, 3, p. 6-12, Editorial Primera Plana (es), Buenos Aires, octobre 1969.
- Contra Neruda, in Cuestionario, Buenos Aires, 1974.
- Lo judío en mi obra, in R. Feierstein & S.A. Sadow, Recreando la Cultura Judeoargentina: 1894-2001 en el umbral del segundo siglo, p. 323 & sq., Milá, Buenos Aires, 2002,  (ISBN 987-9491-09-2).

## Prix
- 1975 - Premier prix de l'ACCA pour La tregua (le film est le premier de langue espagnole à être sélectionné pour un Oscar du meilleur film en langue étrangère).
- 1979 - Premier prix de la Critique espagnole.
- 1979 - Prix de l'Audience de la meilleure œuvre nationale pour la télévision.
- 1980 - Prix de l'édition Salimos du meilleur scénariste national pour les années 1978 à 1980.
- 1980 - Prix National Argentores (es) du meilleur scénario original pour La Isla, film qui reçoit à Montréal le Prix œcuménique et à Huelva le Prix du public, le Prix spécial de la critique et le Prix spécial du jury.
- 1981 - Prix de l'Audience de la meilleure œuvre nationale pour la télévision.
- 1984 - Accessit du Prix Konex, catégorie scénarios.
- 1985 - Prix œcuménique du meilleur scénario original des Christophes pour L'Histoire officielle, élu la même année meilleur film étranger par l'Association of Latin American Critics de New York.
- 1986 - Condor de Plata du meilleur scénario original, premier prix de l'ACCA, prix spécial Argentores (es) et premier prix du scénario original du huitième Festival de La Havane pour L'Histoire officielle, lui-même Oscar du meilleur film en langue étrangère gratifié à Cannes du Prix œcuménique pour « l'approche sociale, la solidarité et le courage civique ».
- 1987 - Prix du meilleur scénario original au quatrième festival du film de Bogota et prix de l'ASECAN pour Pobre Mariposa, film sélectionné à Cannes et couronné la même année d'un Colomb d'or.
- 1988 ? - Premier Prix National Argentores (es) pour la pièce Les Domesticados.
- 1994 - Prix Konex d'argent, catégorie scénarios[49].
- 1996 - Prix National Argentores (es) du meilleur scénario original et prix de l'ASECAN pour Caballos salvajes, film qui reçoit le prix spécial du jury du Festival du film de Sundance et un Colomb d'or.
- 1997 - Prix National Argentores (es) du meilleur scénario original et premier prix du scénario original du Festival de La Havane pour Cenizas del paraiso, film qui reçoit la même année le Prix Goya dans la catégorie meilleur film étranger.
- 2007 - Martín Fierro du meilleur scénariste.

## Distinctions
- Depuis 1986 - Membre permanent de l'Académie des Oscars.
- Depuis 1987 - Membre actif du Syndicat des scénaristes américains.
- 1987 - Membre invité de la Fondation Danielle Mitterrand-France Libertés.
- 1987 - Prix du scénariste Ennio Flaiano pour « l'ensemble de son activité cinématographique au titre d'écrivain ».
- 1996 - Grand Prix d'Honneur de la Société des auteurs argentins (es) pour l'ensemble de sa carrière cinématographique.
- 1999 - Grand Prix d'Honneur du Fonds national pour les arts (es) pour l'ensemble de sa carrière.
- 2006 - Nomination « Personnalité remarquable du monde culturel » par le Parlement de la Cité de Buenos Aires.
- 2008 - Convocation entre « Les Justes qui ont combattu la dictature et lutté pour la démocratie ».
- 2009 - Prix de la Démocratie reconnaissante.
- 2010 - Médaille du bicentenaire de la Cité de Buenos Aires pour « ses contributions à la société de son temps ».
- 2013 - Jury des Prix Nationaux, catégorie Littérature cinématographique.

### Entretiens filmés avec Aida Bortnik
- L. Malem, Entrevista a Aida Bortnik, in Cuadro a Cuadro, Liliana Malem, Buenos Aires, 1989.
- D. Pérez Volpin, Entretien avec Aida Bortnik, in Entre Paréntesis no 1, Canal (á), Buenos Aires, 2010, 23 min 53 s.
- M. Enrique, Aida Bortnik, in Ciclo Entrevistas, Campo Cine - Canal Encuentro (es), Buenos Aires, décembre 2011.

### Sources
1. 1 2 3 4 5 6 7  A. Bortnik, Murió mi amigo, in Página/12, Buenos Aires, 8 juillet 2009.
2. 1 2 3 4 5 6 7 8 9 10 11 12 13 14 15 16 17 18 19 20  M. Enrique, Aida Bortnik, in Ciclo Entrevistas, Campo Cine - Canal Encuentro, Buenos Aires, décembre 2011.
3. 1 2  V. Bondaruk & L. Gómez Vidal, Diálogamos con Aída Bortnik, in Netward, p. 17, Grupal viajes educativos, Buenos Aires, 2006.
4. ↑  N. Glickman, Discovering Self in History: Aida Bortnik and Gerardo Mario Goloboff., in D. Sheinin & L. Baer Barr, The Jewish Diaspora in Latin America: New Studies on History and Literature, p. 61-73, Garland, New York, 1996.
5. ↑  E. Cortes & M. Barrea-Marlys, Encyclopedia of Latin American theater, p. 15, Greenwood, 2003,  (ISBN 0-313-29041-5).
6. 1 2  A. Gerchunoff, Los Gauchos Judíos, J. Sesé, Buenos Aires, 1910.
7. ↑  A. Huberman, Jewish Immigration to Latin America at the Turn of the NineteenthCentury, in Latin American Jewish Studies, vol. 32.2, p. 38, Collège des arts libéraux de l'Université du Texas, Austin (Texas), juin 2013, ESSN 0738-1379.
8. ↑  F. López, Aída Bortnik: murió una de las mejores guionistas y dramaturgas, in La Nación, Buenos Aires, 20 avril 2013.
9. ↑  A. H. Levine, Cry For Me, Argentina : The Performance of Trauma in the Short Narratives of Aida Bortnik, Griselda Gambaro, and Tununa Mercado, p. 20, Fairleigh Dickinson University Press, Madison (New Jersey), 2008,  (ISBN 1-61147-371-3).
10. ↑  A. Bortnik, Los Amigos, in Humor Registrado no 513 à 519, Éditions de la Urraca, Buenos Aires, 1997.
11. ↑  A. H. Levine, Cry For Me, Argentina : The Performance of Trauma in the Short Narratives of Aida Bortnik, Griselda Gambaro, and Tununa Mercado, p. 31, Fairleigh Dickinson University Press, Madison (New Jersey), 2008,  (ISBN 1-61147-371-3).
12. ↑  Aída Bornik: "Mi película preferida es La Tregua", in Diario Perfil, Buenos Aires, 26 février 2007.
13. ↑  A. Gómez, Recordando a Aída Bortnik, in La Nación, Buenos Aires, 10 mai 2013.
14. ↑  Aída Bortnik, Papá querido, p. 20, in Teatro Abierto 1981, Ed. Teatro Abierto, Buenos Aires, 1981.
15. ↑  A. Bortnik, Aída Bortnik viene a contarnos un cuentito, in Humor Registrado, La Urraca, Buenos Aires, 1979-1984.
16. ↑  D. Wassner, Accounting for Terror in Post-1983 Argentina: Art and Argument in the Works of Jewish Women, in Latin American Jewish Studies, vol. 32.2, p. 30, Collège des Arts Libéraux de l'Université du Texas, Austin (Texas), juin 2013, ESSN 0738-1379.
17. ↑  M. Feitlowitz, A Lexicon of Terror: Argentina and the Legacies of Torture, Oxford University Press, Oxford, avril 1998.
18. 1 2  O. Dragún, Cómo lo hicimos, Teatro del Pueblo & la Fondation Carlos Somigliana SOMI, Buenos Aires, 2013.
19. ↑  P. Esteve, La Prehistoria de Teatro Abierto, in Latin American Theatre Review, vol. 24, no 2, Departement of Spanish and Portuguese of the University of Kansas, Lawrence (Kansas), 1991, ISSN 0023-8813.
20. ↑  L. Chesney Lawrence, El Teatro Abierto Argentino: un caso de teatro popular de resistencia cultural, Fundacite Dramateatro, Caracas (Venezuela), 2000.
21. ↑  N. Glickman, Pobre mariposa (Poor Butterfly): Presenting an Argentine Film to a Latin American Jewish Literature and Cinema Class, in Latin American Jewish Studies, vol. 32.2, p. 34, Collège des arts libéraux de l'Université du Texas, Austin (Texas), juin 2013, ESSN 0738-1379.
22. 1 2  M. Arrigoni, Se mobiliser en régime autoritaire. Le cas de Teatro Abierto en Argentine en 1981, p. 92, Sciences Po., Paris, 22 juin 2010.
23. ↑  M. Arrigoni, Se mobiliser en régime autoritaire. Le cas de Teatro Abierto en Argentine en 1981, p. 108 et sq., Sciences Po., Paris, 22 juin 2010.
24. ↑  Teatro Abierto 1981 - Obras y elencos - Teatro del Picadero, Teatro del Pueblo & la Fondation Carlos Somigliana SOMI, Buenos Aires, 2013.
25. 1 2  M. Arrigoni, Se mobiliser en régime autoritaire. Le cas de Teatro Abierto en Argentine en 1981, p. 102, Sciences Po., Paris, 22 juin 2010.
26. ↑  R. Cossa, Tiempos de silencio, Teatro del Pueblo & la Fondation Carlos Somigliana SOMI, Buenos Aires, 2013.
27. ↑  M. Arrigoni, Se mobiliser en régime autoritaire. Le cas de Teatro Abierto en Argentine en 1981, p. 104, Sciences Po., Paris, 22 juin 2010.
28. ↑  M. Arrigoni, Se mobiliser en régime autoritaire. Le cas de Teatro Abierto en Argentine en 1981, p. 106, Sciences Po., Paris, 22 juin 2010.
29. ↑  V.g. A. Bortnik, El corazón de Celeste, Humor Registrado no 84, Buenos Aires, juin 1982.
30. ↑  D. Wassner, Accounting for Terror in Post-1983 Argentina: Art and Argument in the Works of Jewish Women, in Latin American Jewish Studies, vol. 32.2, p. 31, Collège des Arts Libéraux de l'Université du Texas, Austin (Texas), juin 2013, ESSN 0738-1379.
31. ↑  A. Bortnik, in Revista Veintitrés no 339, 6 janvier 2005.
32. ↑  A. H. Levine, Cry For Me, Argentina : The Performance of Trauma in the Short Narratives of Aida Bortnik, Griselda Gambaro, and Tununa Mercado, Fairleigh Dickinson University Press, Madison (New Jersey), 2008,  (ISBN 1-61147-371-3).
33. 1 2  F. Ferreira, Aída Bortnik: una voz propia dentro del cine argentino, in Télam, Buenos Aires, 28 avril 2013.
34. 1 2  P. A. Paranagua, Aida Bortnik, scénariste argentine du film oscarisé « l’Histoire officielle », est morte, in América Latina (VO), Le Monde, Paris, 28 avril 2013.
35. ↑  L. Ghariani, Revoir La Historia oficial, vingt ans après., in E. Ramos Izquierdo, Séminaire 6 - Voies de la littérature hispano-américaine I, p. 94-95, ADEHL, Paris,  (ISBN 978-970-94583-7-4).
36. ↑  N. Glickman, Pobre mariposa (Poor Butterfly): Presenting an Argentine Film to a Latin American Jewish Literature and Cinema Class, in Latin American Jewish Studies, vol. 32.2, p. 33, Collège des Arts Libéraux de l'Université du Texas, Austin (Texas), juin 2013, ESSN 0738-1379.
37. ↑  A. Bortnik, Reflexiones de una sobreviviente, in col., Pluralismo e identidad: lo judío en la literatura latinoamericana, Centro Cultural General San Martín - Area Cultura Judía - Asociación Mutual Israelita Argentina - Departamento Cultura y Esclarecimiento, Milá, Buenos Aires, janvier 1986.
38. ↑  F. F. Goldberg, Literatura judía latinoamericana: modelos para armar., in Revista Iberoamericana, vol. LXVI, no 191, p. 313, juin 2000.
39. ↑  Mariana Mactas, Esa magia eterna del guión, in Página/12, Buenos Aires, 26 décembre 2010.
40. 1 2  B. Lazzaro & D. Maniowicz, La historia oculta de Tango feroz - La polémica es mas fuerte, in Revista Veintitrés, Buenos Aires, 17 janvier 2013.
41. ↑  Presentan una lista - Elecciones en Sociedad General de Autores de la Argentina, Clarín, Buenos Aires, 8 avril 1998.
42. ↑  A. Montes, Antecedentes de Argentores, 22 février 2012.
43. ↑  G. Young, El lado oscuro del espectaculo - Argentores: denuncias por corrupción entre los autores de televisión y teatro, Clarín, Buenos Aires, 2 juillet 2006.
44. ↑  Information spécial Sociedad General de Autores de la Argentina, in Montage décadent no 21, Buenos Aires, novembre 2012, ISSN 2314-0755.
45. ↑  El diálogo entre Aída Bortnik y García Márquez sobre el guion de "Noticia de un secuestro", in ABC guionistas, Ars Media, Barcelone, 24 mars 2009.
46. ↑  Mort de la célèbre scénariste argentine Aida Bortnik, in Minutouno, Buenos Aires, 27 avril 2013, 21 h 34.
47. ↑  J. J. Campanella cité in Murió Aída Bortnik: adiós a una guionista excepcional., in Clarín, Buenos Aires, 28 avril 2013.
48. 1 2  J. Nielsen, H. F. Vega, La magia de la televisión argentina n° 3: 1971-1980 cierta historia documentada, vol. III, p. 164, Ediciones del Jilguero, Buenos Aires, 2006.
49. ↑  Aida Bortnik primée par la Fondation Konex.